# Corispermum maynense
Corispermum maynense är en amarantväxtart som beskrevs av Mikhail Stanislavovich Ignatov. Corispermum maynense ingår i släktet lusfrön, och familjen amarantväxter. Inga underarter finns listade i Catalogue of Life.